# Choerophryne
Choerophryne és un gènere de granotes de la família Microhylidae que és endèmic de l'illa de Nova Guinea.

## Taxonomia
- Choerophryne allisoni (Richards & Burton, 2003).
- Choerophryne longirostris (Kraus & Allison, 2001).
- Choerophryne proboscidea (Kampen, 1914).
- Choerophryne rostellifer (Wandolleck, 1911).